# ダレスト彗星
ダレスト彗星(英語: 6P/d'Arrest)は、1851年6月28日にドイツの天文学者ハインリヒ・ダレストによりライプツィヒで発見された周期6.56年の周期彗星。1976年8月12日には地球へ0.15124 au接近した。次に近日点(太陽に最も接近する場所)を通過するのは2021年9月17日で、見かけの等級は10になると予測されている。
ダレスト彗星が前回近日点を通過したのは2015年3月2日であった。しかしこのときは2014年10月から2015年5月までがほとんど離角が30°未満であったため、観測に不向きな状態であった。
1991年にはAndrea Carusi、Giovanni B. Valsecchi、Ľubor Kresák（英語版）、Margita Kresáková（英語版）らは1678年フィリップ・ド・ラ・イールによって観測された天体はダレスト彗星と同一の天体ではないかと提唱した。

## 特徴

### 軌道
ダレスト彗星は周期6.56年の周期彗星で、軌道長半径は3.5 auである。近日点(太陽に最接近する地点)は1.36 au、遠日点(太陽から最も遠い地点)は5.65 auであり、軌道離心率0.61の楕円軌道を公転している。発見時から今までの近日点通過は以下の通りである。ただし、1678年については含めない。
- 1851年7月9日
- 1857年11月28日
- 1864年2月26日 (観測できず)
- 1870年9月23日
- 1877年5月10日
- 1884年1月14日 (観測できず)
- 1890年9月18日
- 1897年5月23日
- 1904年1月29日 (観測できず)
- 1910年9月16日
- 1917年4月2日 (観測できず)
- 1923年9月15日
- 1930年5月10日 (観測できず)
- 1937年1月8日 (観測できず)
- 1943年9月22日
- 1950年6月6日
- 1957年2月12日 (観測できず)
- 1963年10月23日
- 1970年5月18日
- 1976年8月12日
- 1982年9月14日
- 1989年2月4日
- 1995年7月27日
- 2002年2月3日
- 2008年8月14日
- 2015年3月2日

また、次回以降の近日点通過は以下のように予測されている。
- 2021年9月17日
- 2028年3月31日
- 2034年10月11日
- 2041年3月30日
- 2047年7月31日
- 2053年9月20日
- 2060年4月8日
- 2060年11月10日
- 2073年6月29日
- 2080年2月16日
- 2086年10月8日
- 2093年5月30日
- 2100年1月7日
- 2106年8月3日

### 物理的特徴
彗星核の直径は3.2 kmであると考えられている。

## 探査計画
2002年6月3日に打ち上げられたアメリカの彗星探査機CONTOURはエンケ彗星、シュワスマン・ワハマン第3彗星とともにダレスト彗星を訪れる予定だったが、8月15日に探査機との通信が失われたため実行されなかった。この計画は本来は2008年に実行される予定であった。
2007年ごろ、彗星表面のサンプルリターンミッション(Comet Surface Sample Return、CSSR)において探査する彗星の候補が挙げられた。その候補はテンペル第1彗星、ボレリー彗星、ヴィルト第2彗星、チュリュモフ・ゲラシメンコ彗星、ジャコビニ・ツィナー彗星、コプフ彗星、ダレスト彗星、ヴォルフ・ハリントン彗星、ワータネン彗星であった。その後、チュリュモフ・ゲラシメンコ彗星に決定され、ニュー・フロンティア計画の候補としてCAESARという探査が計画されている。